# 페브루우스
페브르우스 (Februus)는 로마 신화에 등장하는 신.
고대 로마에서 매년 2월에 거행해진 위령제 페브르아리아(Februaria)의 주신으로, 2월을 의미하는 라틴어의 Februarius, 영어의 February 등의 어원이 되었다.
이 페브르아리아는 왕정 로마 2대째의 왕 누마 폼필리우스가 사비니 전쟁의 전사자를 위령해, 전쟁의 죄를 맑게 하기 위해 시작한 것이라고 한다.
사망자의 영혼과 밀접한 관계에 있는 일로부터, 후에 명왕성과 동일시 된다.

## 같이 보기
- 2월